# 마쓰하시 리키조
마쓰하시 리키조(1968년 8월 22일 ~ )는 일본의 전 축구 선수이자 현 축구 지도자로 과거 요코하마 F. 마리노스, 교토 상가 등에서 미드필더로 활약했으며 현재 FC 도쿄의 사령탑으로 재직 중이다.

## 선수 시절
1989 시즌을 앞두고 요코하마 F. 마리노스에 입단하며 프로에 본격적으로 뛰어든 뒤 1995 시즌까지 7시즌동안 몸 담으며 일본 사커 리그 1회 우승(1989-90) 및 2회 준우승(1990-91, 1991-92), JSL컵 2회 우승(1989, 1990), J리그 1995 우승, 천황배 3회 우승(1989, 1991, 1992) 및 1회 준우승(1990) 등에 일조했다.
그 후 1996 시즌부터 2시즌동안 교토 상가에서 37경기 4골을 기록하며 1996 시즌 천황배 8강 진출에 일조한 뒤 1998 시즌부터 4시즌동안 재팬 풋볼 리그와 일본 풋볼 리그의 잣코 SC에서 공식전 84경기 17골을 터뜨리며 2001 시즌 일본 풋볼 리그 3위의 성적에 기여했으며 2001 시즌을 끝으로 12년간의 현역 선수 생활을 마감했다.

## 지도자 경력

### 알비렉스 니가타
2022 시즌을 앞두고 알비렉스 니가타의 사령탑으로 부임한 이후 J2리그 2022에서 2003 시즌 이후 19년만의 J2리그 우승과 함께 6년만의 J1리그 복귀를 이끌었고 J리그컵 2024에서는 구단 역사상 첫 준우승의 돌풍을 이끌어내는 등 3시즌동안 공식전 114경기 46승 33무 35패의 성적을 거두었다.

### FC 도쿄
알비렉스 니가타를 J리그컵 준우승팀으로 만든 이후 2025 시즌을 앞두고 같은 J1리그 소속팀이자 자신의 연고팀인 FC 도쿄의 사령탑으로 취임했다.